# Didn't It Rain
Didn't It Rain je druhé studiové album britského herce a hudebníka Hugha Laurieho. Album vyšlo v květnu 2013 u vydavatelství Warner Bros. Records a jeho producentem byl stejně jako u debutu Joe Henry. V písni „Vicksburg Blues“ zpívá jako host Taj Mahal.

## Seznam skladeb
| Pořadí | Název                          | Délka |
| ------ | ------------------------------ | ----- |
| 1.     | The St. Louis Blues            | 4:21  |
| 2.     | Junkers Blues                  | 2:55  |
| 3.     | Kiss of Fire                   | 3:27  |
| 4.     | Vicksburg Blues                | 4:28  |
| 5.     | The Weed Smoker's Dream        | 4:17  |
| 6.     | Wild Honey                     | 4:20  |
| 7.     | Send Me to the 'Lectric Chair" | 5:26  |
| 8.     | Evenin'                        | 3:03  |
| 9.     | Didn't It Rain                 | 2:52  |
| 10.    | Careless Love                  | 5:21  |
| 11.    | One for My Baby                | 4:00  |
| 12.    | I Hate a Man Like You          | 4:17  |
| 13.    | Changes                        | 3:58  |